# 1077 Campanula
1077 Campanula eller 1926 TK är en asteroid i huvudbältet, som upptäcktes 6 oktober 1926 av den tyske astronomen Karl Wilhelm Reinmuth i Heidelberg. Den har fått sitt namn efter det vetenskapliga namnet på Blåklockssläktet.
Asteroiden har en diameter på ungefär 9 kilometer.